# Stadthaus (Düsseldorf)

Blick vom Mühlenplatz. Rechtes Gebäude (N): ehemaliges Jesuiten-Gymnasium, heute Stadthaus, Mühlenstraße. In der Bildmitte die Andreaskirche (K)

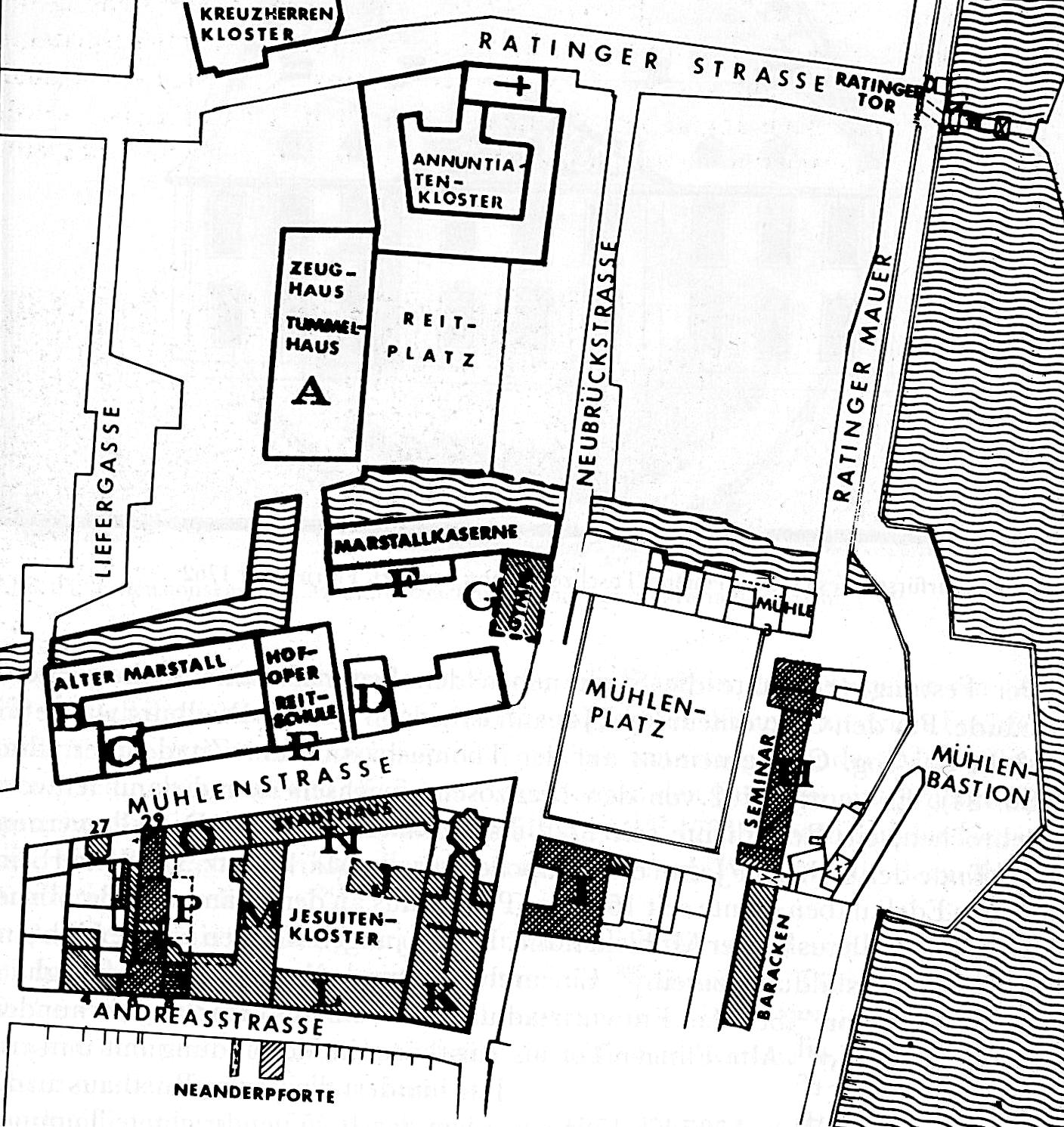
Gebäude im unmittelbaren Umfeld der Akademie um 1800

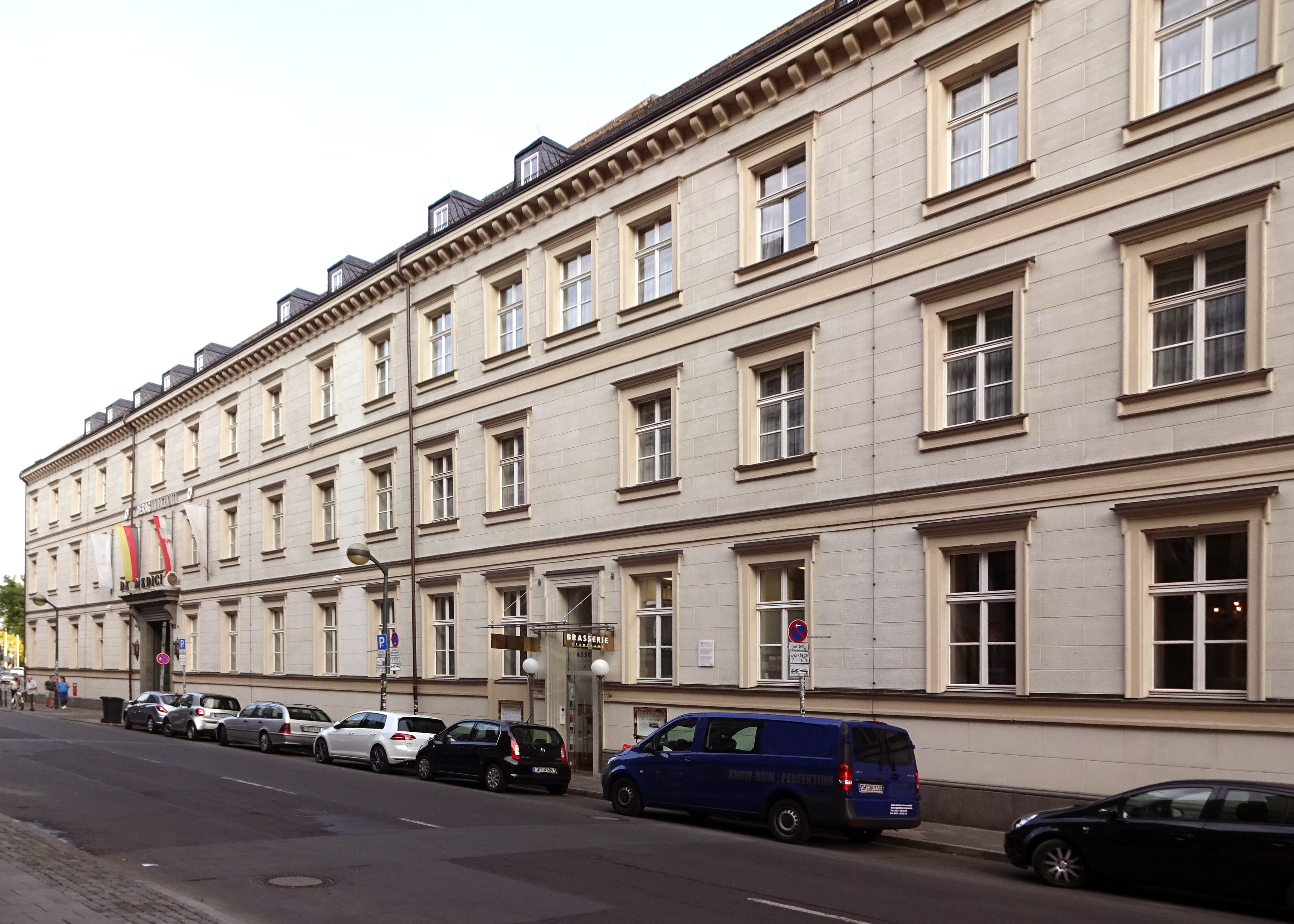
Mühlenstraße 31: 1625 Baubeginn Jesuitenkolleg, 1710–1805 Jesuitengymnasium, 1784 Kurfürstliche Kanzelei, 1806–1813 Regierungssitz des Großherzogtums Berg unter Napoleon, 1815 Preußische Regierungskanzlei, dann Altes Stadthaus, 2009–2014 Umbau zum Hotel

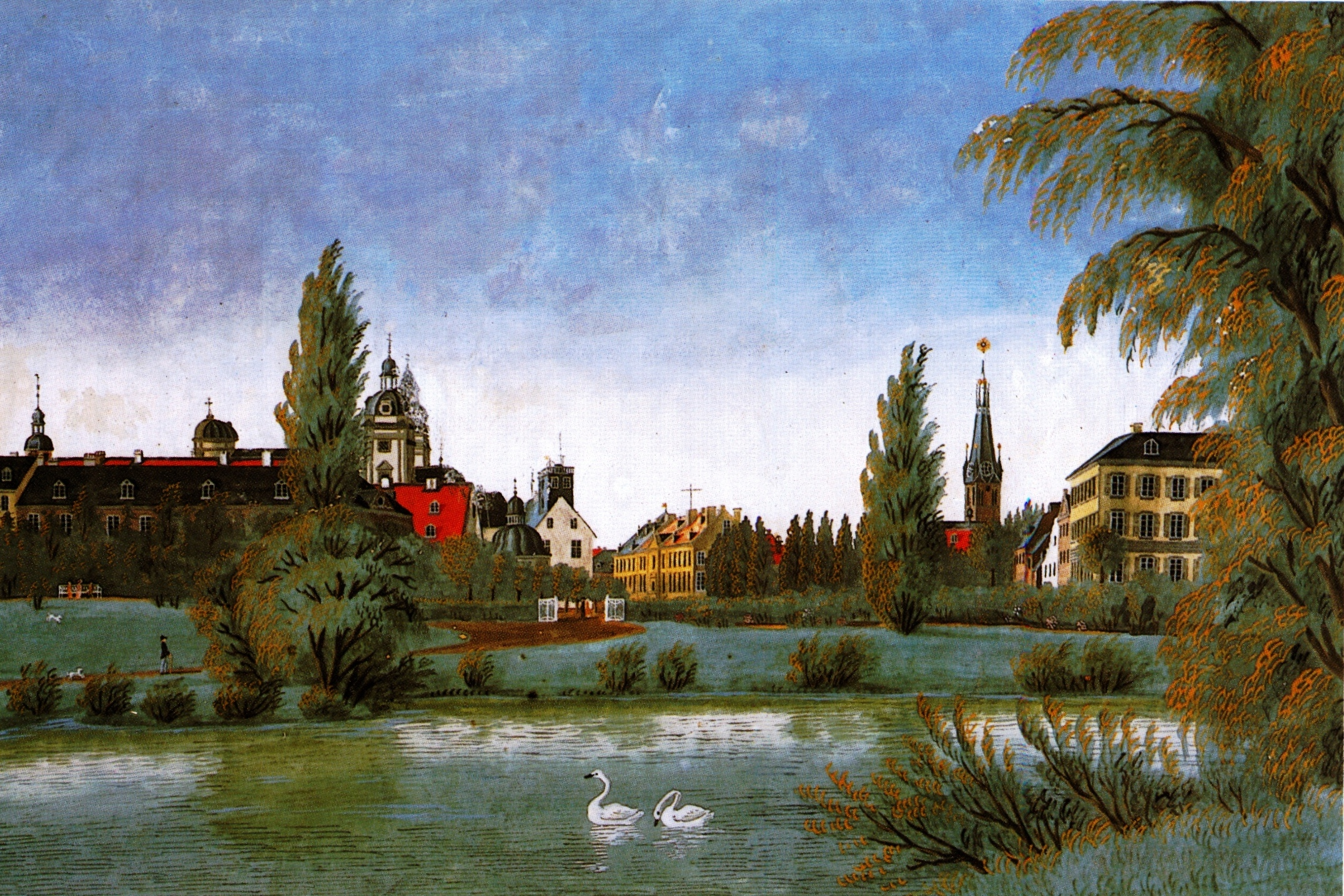
Blick vom Botanischen Garten im Hofgarten auf die Bebauung an Mühlenstraße und Friedrichsplatz (heute Grabbeplatz): Das heutige Stadthaus ist das Haus mit dem weißen Giebel und dem dunklen rechteckigen Dachreiter, der Sternwarte des Astrologen Johann Friedrich Benzenberg (Gouache von Johann Heinrich Weiermann, frühes 19. Jahrhundert).

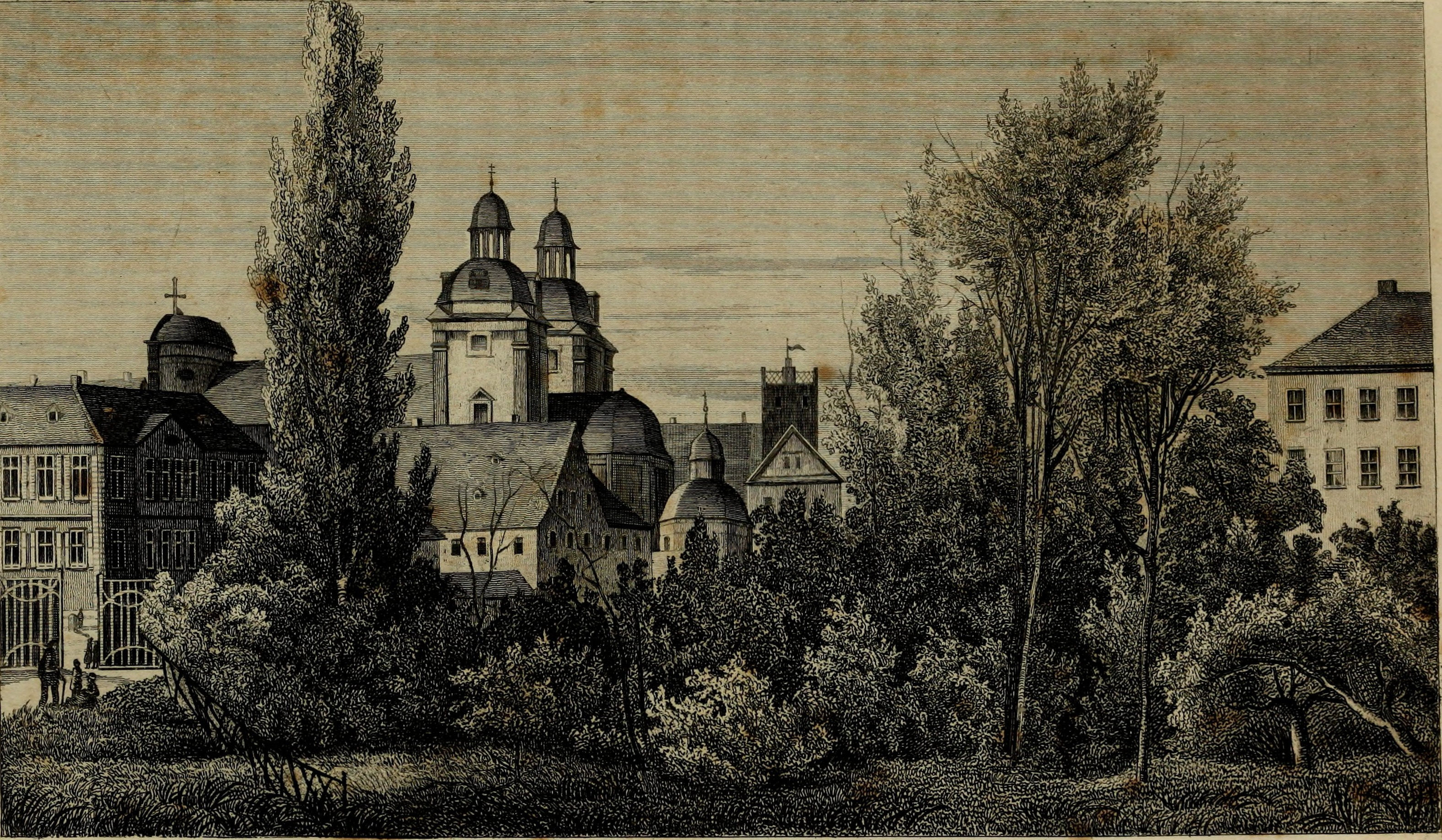
Ansicht vom Hofgarten, 1838

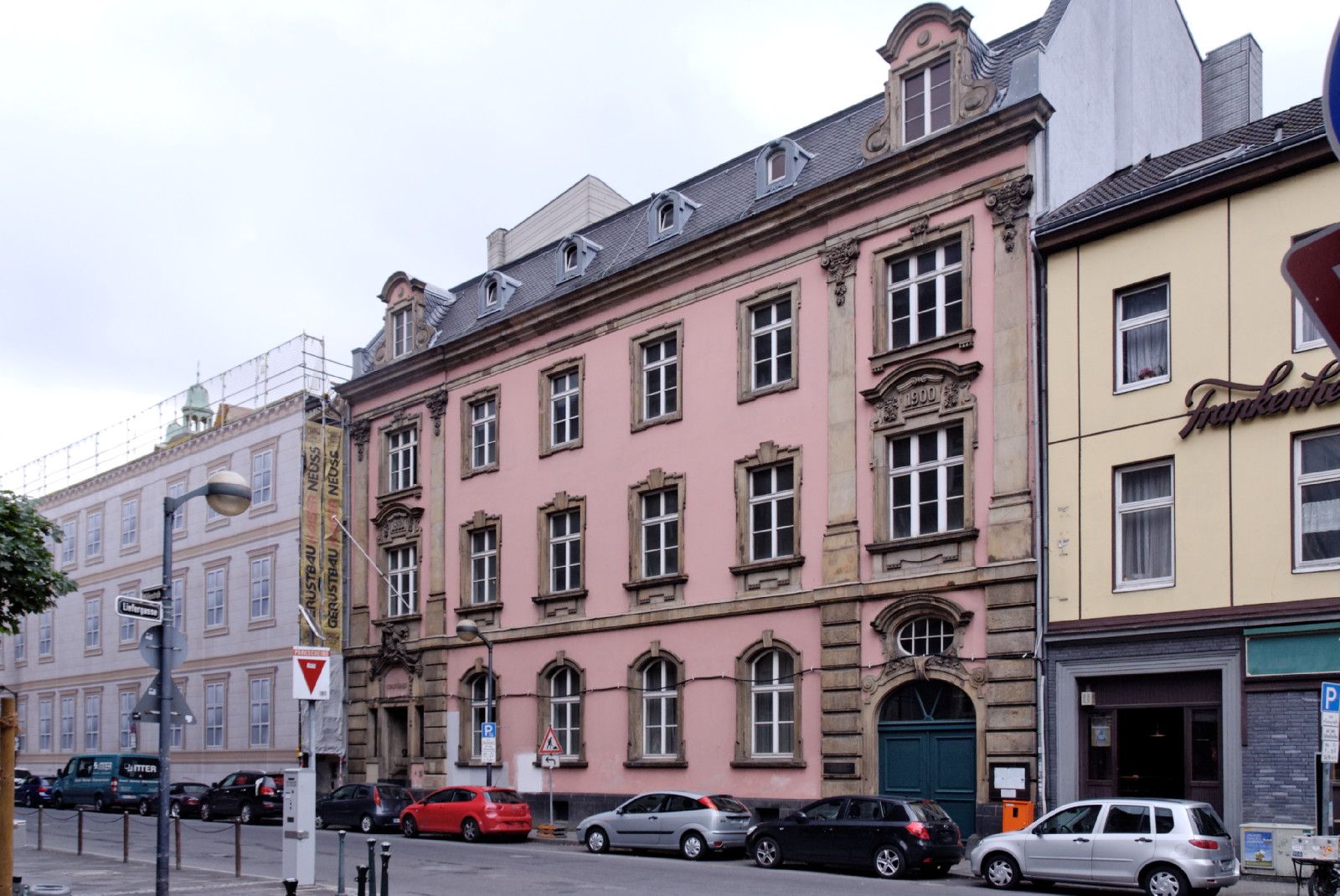
Das Stadthaus (2011)

Das Düsseldorfer Stadthaus liegt in der Düsseldorfer Altstadt an der Mühlenstraße. Im Osten wird es durch St. Andreas begrenzt, im Süden durch die Andreasstraße und im Westen durch die Mertensgasse. Das Stadthaus, wie es vor allem nach 1945 genannt wurde, hat eine bewegte Bau- und Nutzungsgeschichte hinter sich, die wiederum eng mit der Geschichte der Stadt Düsseldorf verknüpft ist. So wurde das Haus im Laufe der Jahrhunderte als Kloster, Schule, Sternwarte, Regierungs- und Verwaltungsgebäude, Polizeipräsidium und NS-Gedenkstätte genutzt.

## Kloster und Regierungssitz
Das ursprüngliche Gebäude ist in drei Bauphasen seit dem Ende des 17. Jahrhunderts errichtet worden. Erbaut wurden die meisten Gebäude durch den seit 1619 in Düsseldorf wirkenden Jesuitenorden, der dort 1622 bis 1629 ein Kloster und das Düsseldorfer Jesuiten-Gymnasium unterhielt. Der heute sichtbare Gebäudetrakt, der zur Mühlenstraße weist, ist ab etwa 1710 entstanden. Das Gebäude schloss unmittelbar an die Andreaskirche an. Im Obergeschoss des Klosters wurde auch eine Sternwarte errichtet, die zunächst von dem Jesuitenpater Ferdinand Orban (1655–1732) und dann von dem Astronomen Johann Friedrich Benzenberg genutzt wurde. Bis etwa 1953 blieb sie erhalten. Nach der Nutzung als Jesuitenkloster und -kolleg diente das Gebäude weiterhin als Schule. In dem Schulgebäude lag auch die „aula academica“, die durch die Rechtsakademie Düsseldorf als Lehrraum genutzt wurde.
Bei der Aufhebung des Jesuitenordens (1773) ging das Anwesen in staatlichen Besitz über und wurde ab 1784 als Kurfürstliche Kanzlei in Ergänzung zum gegenüber liegenden Statthalterpalais (siehe unten) genutzt. Von 1806 bis 1813 diente es anschließend als Regierungssitz des Großherzogtums Berg. Im Jahr 1823 wurde die Fassade an der Andreasstraße 4, 6 und 8 nach Plänen des preußischen Baumeisters Karl Friedrich Schinkel klassizistisch umgestaltet. 1824 zog nach Gründung der preußischen Rheinprovinz die Königliche Regierung Düsseldorf ein, die mehrfach wieder auszog und Gebäudeteile vermietete oder verkaufte, am Ende des 19. Jahrhunderts das Gebäude jedoch wieder voll nutzte. Das Haus war also mit Unterbrechungen zwischen 1824 und 1911 Sitz des Regierungspräsidenten. In den Jahren 1889/91 und 1901/02 kamen weitere Gebäudeteile an der Westseite hinzu. Zu dieser Zeit wurden die Gebäude an der Mühlenstraße 29 bis 31 sodann nach Entwürfen von Baurat Bongard und Regierungsbaumeister Kochs gestaltet. Die Regierung zog erst 1911 aus dem Gebäude aus und bezog das heutige, zwischen 1907 und 1911 errichtete Gebäude der Bezirksregierung an der Cecilienallee, das über sehr viel größere Raumkapazitäten verfügte. Die Stadt Düsseldorf übernahm daraufhin das Gebäude vom Staat. Durch die Anbauten verfügte das Stadthaus nun über insgesamt drei Innenhöfe.

## Unmittelbare Nachbarschaft
Gegenüber dem Gebäude befanden sich der herzogliche Marstall und das alte Opernhaus. Beide Gebäude waren zur Mitte des 18. Jahrhunderts baufällig geworden. Der jülich-bergische Statthalter Johann Franz von Goltstein ließ an gleicher Stelle 1764 bis 1768 von Hofbaumeister Ignatius Kees ein repräsentatives Statthalterpalais errichten, das als Privatpalais des Statthalters direkt in Verbindung zum Stadthaus gegenüberstand. In der preußischen Zeit gehörte das Palais dem Staat. Zwischen 1843 und 1851 tagte hier der Provinziallandtag der preußischen Rheinprovinz, bevor dieser zum Düsseldorfer Schloss umzug. Hier wurde am 13. Juli 1843 von den Deputierten der 7. Tagung unter anderem die vollständige Emanzipation der Juden im Rheinland gefordert und eine entsprechende Resolution verabschiedet. Das alte Palais wurde 1912 bis auf die Frontfassade abgerissen (der Mittelrisalit wurde erhalten und versetzt). Das Amts- und Landgericht wurde hier ab 1913 erbaut und bis März 2010 als Gerichtsgebäude genutzt. Im Innenhof des Gerichts ist die alte Fassade des Statthalterpalais wieder aufgebaut worden.
Im näheren nachbarschaftlichen Umfeld des Stadthauses befinden sich die Andreaskirche, das Dominikanerkloster, das traditionelle Restaurant und Weinhaus „Tante Anna“ (seit 1820), welches vormals Standort der Haus- und Krankenkapelle des ehemaligen Jesuitenklosters war, sowie das „Haus Arche Noah“ (Mertengasse 1), das Simon van Geldern, einem Onkel von Heinrich Heine, gehört hat.

## Polizeipräsidium und NS-Behörden
Im Stadthaus war nach dem Ersten Weltkrieg auch die kommunale Polizei Düsseldorfs (Stadtpolizeiamt) untergebracht, die am 1. Juli 1926 durch das preußische Innenministerium verstaatlicht wurde und hier ihr Polizeipräsidium unter der Leitung von Hans Langels einrichtete (Mühlenstraße 29–31). Dort gab es Verwaltungsräume, Haftzellen, eine kriminal- und spurentechnische Untersuchungsabteilung sowie ein kleines „Kriminalmuseum“, das der Öffentlichkeitsarbeit diente. Im großen Innenhof (Westseite) waren Fahrzeuge für Streifen und Überfallkommandos untergebracht. Zu den spektakulärsten Fällen der Düsseldorfer Polizei gehörten 1929/30 die Serienmorde des Peter Kürten.
Das Stadthaus war während der Machtübernahme durch die Nationalsozialisten 1933/34 Schauplatz von Massenverhaftungen und politischer wie personeller Umbrüche. Die erste Gleichschaltung der staatlichen Polizei in Düsseldorf und Umgebung wurde zentral von hier aus gesteuert. Langels wurde beurlaubt und der SS-Führer Fritz Weitzel zum neuen Polizeipräsidenten ernannt. Ab Ende April entstand hier auch die Staatspolizeistelle (Gestapo) des Regierungsbezirks Düsseldorf, die spätere Staatspolizeileitstelle Düsseldorf. Zahlreiche politische Gegner wurden in den Räumen des Stadthauses verhört und misshandelt, wovon beispielsweise der Schauspieler Wolfgang Langhoff in seinem Buch „Die Moorsoldaten“ berichtet.

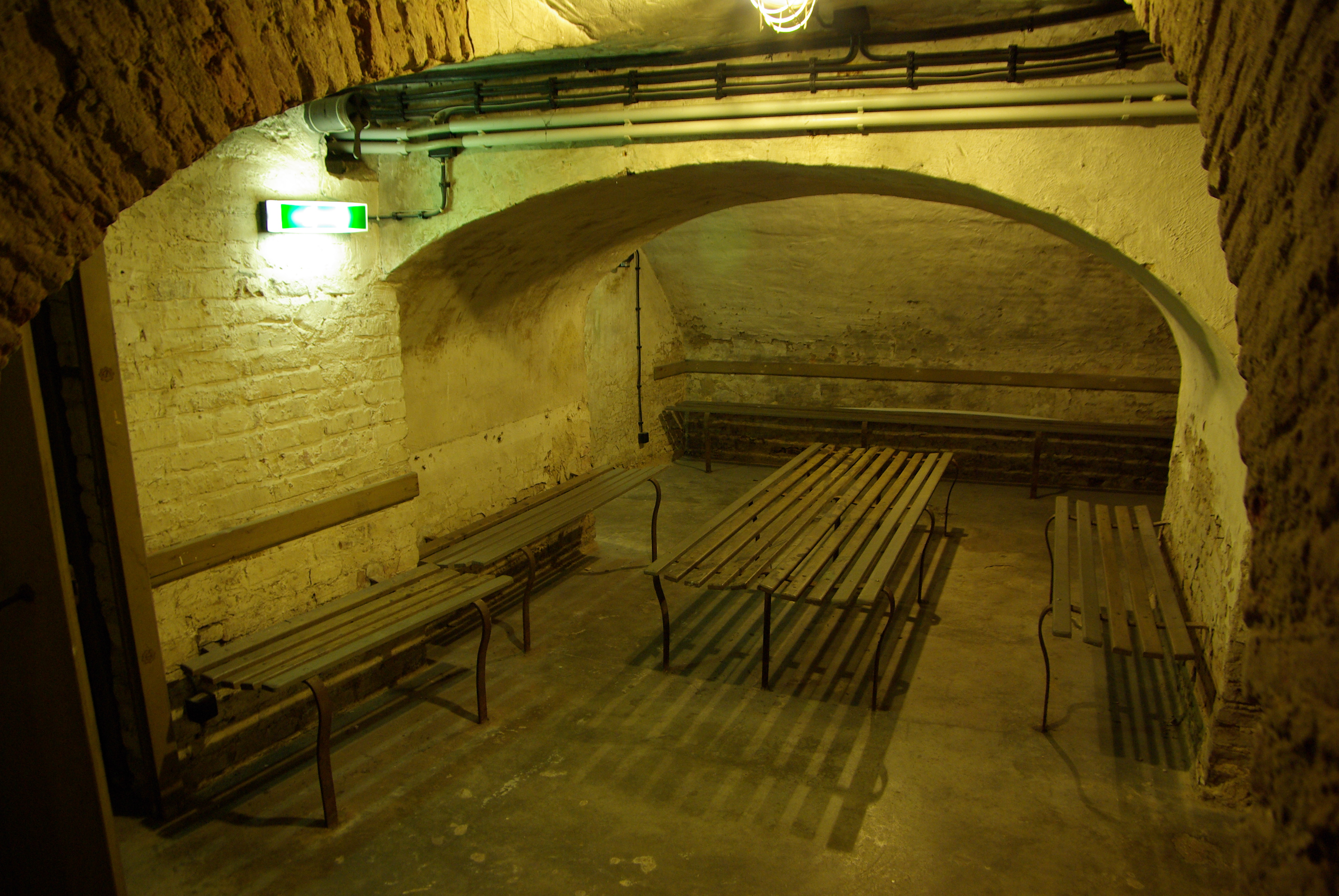
WK2-Luftschutzbunker in der Mahn- und Gedenkstätte in Düsseldorf

Das Polizeipräsidium zog bis April 1934 aus dem Stadthaus aus und zog in den Neubau am Mackensenplatz (heute Jürgensplatz). Die 20. SS-Standarte, die Heeresstandortverwaltung und das Wehrbezirkskommando bezogen nach und nach die leer stehenden Büros des Stadthauses. Auch einige städtische Behörden, wie das Amt für Statistik und Wahlen, das Liegenschaftsamt, das Stadtpolizeiamt und das Zentralarbeiteramt kamen nun in dem Gebäudekomplex unter. Alle diese Institutionen waren jeweils in ihrem Tätigkeitsbereich auch mehr oder weniger an der Verfolgung von politischen Gegnern, so genannten „Asozialen“, den Juden in Düsseldorf, Sinti und Roma, Homosexuellen, Zwangsarbeitern, psychisch Kranken und angeblichen „Deserteuren“ beteiligt. Im Keller wurden bei Kriegsbeginn öffentliche Luftschutzräume errichtet, die heute noch im Originalzustand erhalten sind.

## Geschichte nach 1945
Nach der Befreiung Düsseldorfs im April 1945 wurde das Gebäude vom Oberstadtdirektor und von städtischen Beigeordneten sowie erneut von kommunalen Ämtern bezogen. Die Bezeichnung „Stadthaus“ setzte sich vermehrt durch, um dieses Verwaltungsgebäude begrifflich vom Rathaus abzugrenzen. Ab 1946 tagte der Hauptausschuss für die Entnazifizierung des Stadtkreises Düsseldorf im „Wappensaal“ des Stadthauses. Zu den Ämtern der Stadtverwaltung zählten unter anderem das Standes- oder das Sozialamt. Manche Behörden verblieben bis Ende 2009 im Stadthaus.
Am 1. April 1985 stellte die Landeshauptstadt Düsseldorf das Stadthaus unter Denkmalschutz.
Am 17. September 1987 wurde im westlichen Erdgeschoss auf Initiative Düsseldorfer Bürger die Mahn- und Gedenkstätte Düsseldorf eröffnet, die mit Ausstellungen und Veranstaltungen, Forschungs- und Bildungsarbeit an die Zeit des Nationalsozialismus erinnert und allen Opfern der NS-Diktatur gewidmet ist.
Das Gebäude wurde zum 1. Oktober 2009 von der Stadt an die Derag (Deutsche Realbesitz AG) verkauft, die das Stadthaus zu einem Hotel ausgebaut hat. Die Mahn- und Gedenkstätte, die seit Februar 2011 umbaubedingt geschlossen hatte, wurde erweitert, sowie grundlegend renoviert und modernisiert, und am 16. Mai 2015 wiedereröffnet.
Die bisherige Dauerausstellung „Verfolgung und Widerstand in Düsseldorf 1933-1945“ wurde durch eine neue ständige Ausstellung ersetzt. Das Thema: „Düsseldorfer Kinder und Jugendliche im Nationalsozialismus“.